# Фестивальний зал (Баден-Баден)
48°46′01″ пн. ш. 8°13′56″ сх. д. / 48.7669° пн. ш. 8.23229° сх. д.
Фестивальний зал (нім. Festspielhaus Baden-Baden) — оперний і концертний зал у місті Баден-Баден, Баден-Вюртемберг, Німеччина. 
Має 2500 глядацьких місць та є найбільшим подібним залом у Німеччині. 
Фестивальний зал відкрито в 1998 році, він не має власного ансамблю. 
Оперні, концертні та балетні вистави всесвітньо відомих артистів і ансамблів фінансуються приватним фондом. 
Крім чотирьох щорічних фестивальних етапів і додаткових індивідуальних заходів з класичної музики, елітних розваг і джазу, тут також відбуваються концерти New Pop Festival. 
Майно належить місту Баден-Баден, яке придбало його за 18,4 мільйона євро у 2021 році та передало його Festspielhaus gGmbH.
Спочатку будівля побудована в 1904 році як центральний залізничний вокзал Баден-Бадена. 
Він замінив перший вокзал, побудований в 1845 році у складі колії, що сполучала станцію Оз на західній околиці з центром міста. 
Будівля кілька десятиліть була залізничним вокзалом до закриття колії в 1977 році.
Нова споруда архітектурно інтегрована з колишнім залізничним вокзалом і сьогодні має касу, ресторан «Аїда» та дитячий музичний простір під назвою «Токкаріон», спонсорований Фондом Зигмунда Кінера. 
Концертний зал, побудований віденським архітектором Вільгельмом Гольцбауером, відкрито 18 квітня 1998 року. 
Після початкового державного фінансування фестивальний зал успішно перетворився на першу європейську оперну та концертну компанію, що фінансується приватно.
У 2003-2015 рр. «Festspielhaus Baden-Baden Cultural Foundation» вручала щорічну музичну премію Герберта фон Караяна. 